# Eccidio di Pietralata
L'eccidio di Pietralata prende il nome dalla borgata di Roma nelle cui vicinanze, il 23 ottobre 1943, furono trucidati, dai militari tedeschi della divisione "Hermann Goering", nove partigiani del Movimento Comunista d'Italia-Bandiera Rossa che avevano assaltato la caserma del Forte Tiburtina e un ciclista estraneo all'azione, fermato sulla via Tiburtina poco prima del massacro. L'episodio va inquadrato nell'ambito della Resistenza romana alle truppe di occupazione tedesche (settembre 1943-giugno 1944).

## L'assalto al Forte Tiburtina
La mattina del 22 ottobre 1943, una quarantina di partigiani delle borgate romane di Pietralata e di San Basilio, organizzati dal Movimento Comunista d'Italia-Bandiera Rossa, si erano posti come obiettivo la caserma del Forte Tiburtina, sorvegliata da sentinelle tedesche ma all'interno della quale erano rimasti viveri, armi, munizioni e medicinali, lasciati dai militari italiani al momento dello sbandamento dell'8 settembre 1943.
Pur essendo state colte di sorpresa, le sentinelle tedesche riuscirono a dare l'allarme e i partigiani, già all'interno del forte, furono circondati dalle SS. Dopo un breve combattimento, che causò vittime da entrambe le parti, ventidue partigiani furono catturati per essere imprigionati nel vicino Casal de' Pazzi. Nel frattempo, tre partigiani erano riusciti a mettersi in fuga e, nell'antico casale, ne giunsero solamente diciannove.

## Il processo
I prigionieri, dopo aver passato la notte nel cortile del casale, sotto la luce dei riflettori e la minaccia delle mitragliatrici, furono portati, legati a due a due, di fronte al Tribunale militare tedesco, situato nella villa della tenuta Talenti, poco lontano. Qui si svolse un processo sommario, che emise il verdetto – incomprensibile per gli accusati, perché in lingua tedesca - di dieci condanne a morte, cinque alla prigionia e quattro ai lavori forzati. I condannati furono poi riportati al Casal de' Pazzi.

## L'esecuzione

Comunicato tedesco dell'avvenuto eccidio di Pietralata

Nel tardo pomeriggio del 23 ottobre, i nove prigionieri non condannati a morte, furono prelevati da soldati della divisione paracadutisti "Hermann Goering" e trasferiti su un camion in un valloncello tra i campi che fiancheggiano la via Tiburtina, presso il caseificio di Ponte Mammolo, all'altezza del Km 10. Qui furono costretti a scavare una fossa di due metri per tre, profonda due. A notte inoltrata, completato lo scavo, i nove vennero riportati sul luogo della prigionia.
Intorno alla mezzanotte, furono caricati sul camion i condannati a morte, bendati e legati, e fatti scendere sul luogo dell'esecuzione. Qui furono fatti inginocchiare uno ad uno sul margine della buca e uccisi con un colpo di pistola alla nuca.
Il decimo dei condannati era un ragazzo di quattordici anni, Guglielmo Mattiocci, che indossava dei grossi stivali da ufficiale. Mentre si stava svolgendo l'esecuzione, un paracadutista tedesco gli chiese quanti anni avesse e lo fece slegare; un ufficiale della Polizia dell'Africa italiana (PAI), presente all'eccidio, gli suggerì di offrire gli stivali al tedesco, in cambio della salvezza. Il paracadutista accettò e lo fece nascondere.
Nell'andirivieni del momento, il tedesco fermò allora un ciclista che transitava sulla Via Tiburtina, Fausto Iannotti, e lo costrinse a salire sul camion. Quando i suoi camerati tornarono per prelevare l'ultima vittima, lo Iannotti fu consegnato e accompagnato a morire.
Secondo Eugenio Iafrate, della sezione di Roma dell'Associazione nazionale ex deportati nei campi nazisti-ANED, il nome della decima vittima sarebbe ancora ignoto, in quanto il vero Iannotti potrebbe essere stato uno dei nove condannati ad altre pene: risulta infatti un Fausto Iannotti, nato a L'Aquila il 5 marzo 1927, ed abitante in via dell'Ardesia a Roma (Pietralata), entrato a Mauthausen il 13 gennaio 1944 e trasferito nel sottocampo di Ebensee, dove morì il 30 aprile 1945.

## La deportazione dei sopravvissuti e il ritrovamento delle salme
Il giovane Guglielmo Mattiocci venne riunito al gruppo dei sopravvissuti e poi trasferito a Regina Coeli. Di qui, il 4 gennaio 1944, partirono tutti su un vagone blindato alla volta di un lager, ove tre di essi trovarono la morte per maltrattamenti e denutrizione.
Pur avendo comunicato mediante un manifesto bilingue l'avvenuta esecuzione, i tedeschi tacquero il luogo dell'eccidio. Solo nel giugno del 1945, grazie alle ricerche di tre scampati, fu possibile riesumare i corpi degli uccisi. Le cronache de L'Unità di quei giorni citano il rinvenimento di soli nove corpi.
All'interno del carcere di Rebibbia è posta una lapide in ricordo del massacro.

## Lista dei martiri di Pietralata
1. Accomasso Orlando, fu Emilio, nato a Roma il 16/6/1913, pittore;
2. Chialastri Andrea, fu Francesco, nato a Roma il 21/11/1906, stuccatore;
3. Ciocci Lorenzo, di anni 20, carrettiere;
4. De Marchis Mario, fu Francesco, nato a Roma il 12/7/1921, commerciante;
5. Liberati Giuseppe, di Italo, di anni 20;
6. Salsa Angelo, di Giulio, di anni 18;
7. Santini Marco, di anni 39;
8. Splendori Mario, di Antonio, nato il 28/1/1905;
9. Zini Vittorio, fu Ugo, di anni 36;
10. Ignoto, forse Iannotti Fausto.